# Hoehneella
Hoehneella là một chi thực vật có hoa trong họ, Orchidaceae.